# Culpa (ley)

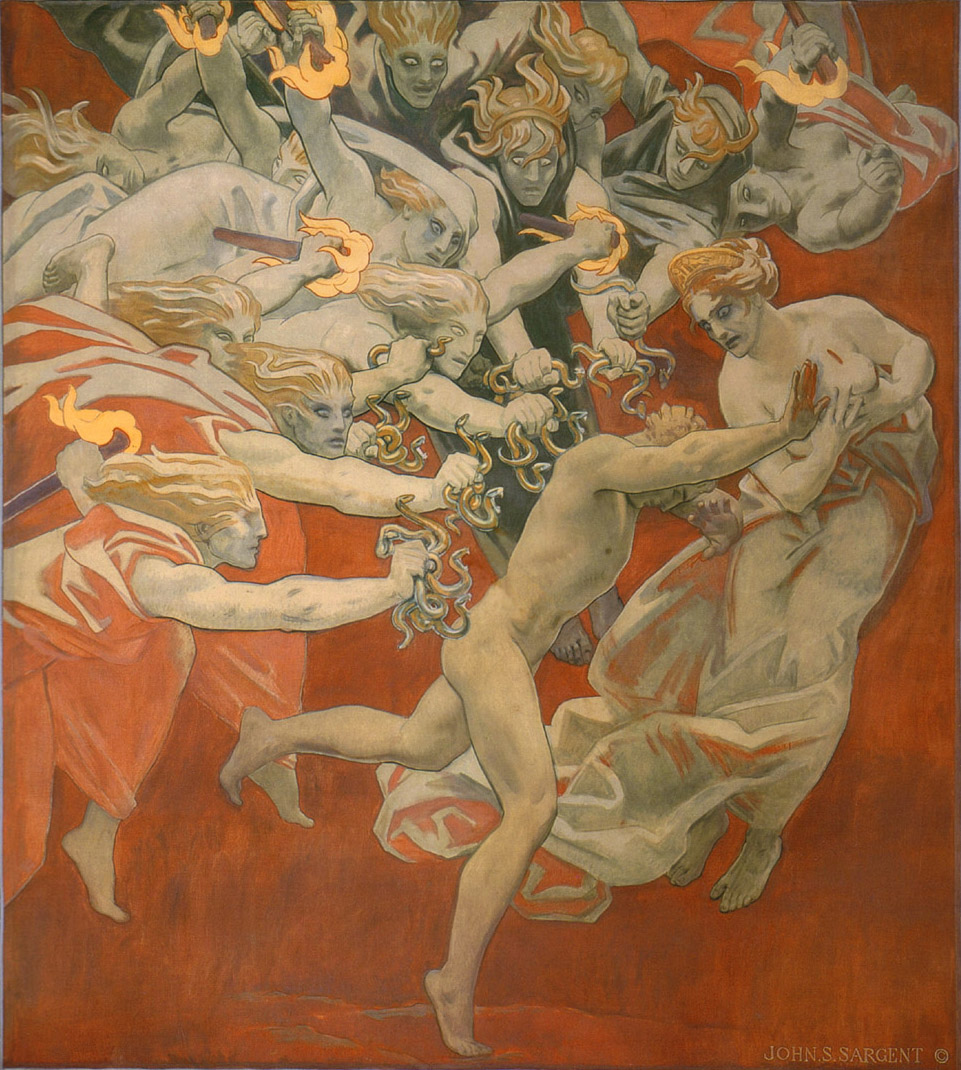
Orestes perseguido por las Furias, por John Singer Sargent. 1921. Las erinias representan la culpa por asesinar a su madre.

En derecho penal, la culpabilidad es el estado de ser responsable de la comisión de un delito. La culpabilidad legal es definida externamente por el Estado, o más generalmente por un "tribunal de justicia". Ser "culpable" de una ofensa criminal significa que uno ha cometido una violación de la ley penal, o que ha realizado todos los elementos de la ofensa establecidos por un estatuto criminal. La determinación de que uno ha cometido esa violación es hecha por un organismo externo (un "tribunal de justicia") y es, por lo tanto, tan definitiva como el mantenimiento de registros del organismo. Así que la definición más básica es fundamentalmente circular: una persona es culpable de violar una ley, si un tribunal lo dice.
Filosóficamente, la culpabilidad en el derecho penal es un reflejo de una sociedad que funciona y de su capacidad para condenar las acciones de los individuos. Se basa fundamentalmente en una presunción de libre albedrío, en la que los individuos eligen acciones y, por lo tanto, están sujetos a un juicio externo sobre la corrección o el error de esas acciones.

Una sentencia de culpabilidad es más que una determinación de hecho de que el acusado apretó un gatillo, tomó una bicicleta o vendió heroína. Es un juicio moral que el individuo es culpable. Nuestra conciencia colectiva no permite el castigo cuando no puede culpar. Nuestro concepto de culpabilidad se basa en suposiciones más antiguas que la República: el hombre está naturalmente dotado de estas dos grandes facultades: la comprensión y la libertad de voluntad. Históricamente, nuestro derecho penal sustantivo se basa en la teoría de castigar la voluntad visceral [sic]. Postula un agente libre confrontado con la elección entre hacer el bien y el mal, y elegir libremente hacer el mal.

Ver también Cotton, Michael, A FOOLISH CONSISTENCY: KEEPING DETERMINISM OUT THE CRIMINAL LAW, 15 B.U. Pub. Int. L.J. 1 ("Un cuerpo sustancial de estudiosos se ha preocupado por la importancia del libre albedrío para la teoría del derecho penal. Incluso dada la importancia del tema, la cantidad de atención es sorprendente debido a la falta de desacuerdos fundamentales entre los académicos, que apoyan abrumadoramente la suposición de libre albedrío del derecho penal").

## Definiciones morales y jurídicas
La "culpabilidad" es la obligación de una persona que ha violado una norma moral de soportar las sanciones impuestas por esa norma moral. En términos legales, la culpabilidad significa haber sido declarado culpable de haber violado una ley penal, aunque la ley también plantea "la cuestión de las defensas, los alegatos, la mitigación de los delitos y la oponibilidad de las reclamaciones".
Les Parrott hace una triple distinción entre "culpabilidad objetiva o legal, que se produce cuando se han violado las leyes de la sociedad.... culpabilidad social...[sobre] una ley no escrita de expectativa social", y, por último, la forma en que "la culpabilidad personal se produce cuando alguien compromete las propias normas".

## Noción de culpa según el derecho alemán
El Código Penal alemán no contiene una definición legal del concepto de culpa.
El concepto imperante en la actualidad es el concepto normativo de culpa establecido por Reinhard Frank, según el cual culpa significa reproche personal por un comportamiento doloso o negligente. La acusación de conducta se basa en la idea del libre albedrío. El comportamiento reprochable presupone que el perpetrador podría haber tomado una decisión diferente. Según la teoría del determinismo, que, en retrospectiva, considera que las acciones humanas se basan en fuerzas determinantes inherentes y ambientales, ha perdido la base del principio de culpabilidad debido a la falta de capacidad humana para decidir libremente entre el bien y el mal. Sin embargo, esto no afecta la responsabilidad de la persona sensata y sana. Por lo tanto, el hecho de que la ciencia no pueda probar el indeterminismo no tiene ningún efecto sobre el derecho civil o sobre la cuestión de la injusticia (punible). En este contexto, sin embargo, si la acusación de culpabilidad contra el libre albedrío como una "ficción estatal-necesaria" (Eduard Kohlrausch) puede apoyarse, parece muy cuestionable y ha sido cada vez más discutido críticamente en los últimos años. El trato con los reclusos podría depender sobre todo de la aclaración de si se puede formular una acusación de culpabilidad contra el perpetrador.
El concepto psicológico de culpa considera la culpa como la relación del perpetrador con sus acciones basada en los aspectos de conocimiento/ignorancia (elementos cognitivos) y querer/no querer (elementos voluntarios).
La doctrina de la culpa legal y el concepto discursivo de culpa deben entenderse como una expresión especial de las teorías relativas de la finalidad del castigo. La "doctrina de la deuda residual" acusa al autor de la falta de cumplimiento de la ley, pero no ve una evaluación moral o socio-ética en el castigo. El "concepto discursivo de culpa", por otro lado, intenta combinar culpa y legitimidadde la norma contra la cual el perpetrador viola. En una sociedad particularmente democrática, todos son libres de trabajar por un cambio de normas en el marco de un acuerdo con la comunidad (discursivamente). Si una persona actúa de acuerdo con los hechos, muestra su voluntad de apartarse de las normas correspondientes. El perpetrador no actúa culpablemente por su voluntad de desviarse, sino porque el perpetrador, como autor de su norma , rompe con el entendimiento y contra la forma (también) acordada de un posible nuevo entendimiento (por ejemplo, a través de un mecanismo fundado democráticamente) que vulnera su voluntad de desviarse considerada, vulnerada.
La culpa se confunde con la causalidad o la intención por parte de los legos.

## La culpa como ingrediente- Países Bajos
La mayoría de los delitos del derecho penal holandés tienen alguna forma de intención como elemento del delito. Hay diferentes tipos de configuraciones. Generalmente se hace una distinción entre dolo y culpa. Por ejemplo, cuando se menciona "deuda" en una descripción del delito, se entiende culpa. Esto debe distinguirse de la culpa como elemento (culpa en el sentido de culpabilidad), que tiene un contenido diferente. Culpa requiere cierto grado de descuido, negligencia o falta de precaución. La característica de los casos de culpa es que el sospechoso no cometió conscientemente el acto prohibido. Él no lo quiso, pero fue descuidado, lo que llevó al acto prohibido. Cuando el juez evalúa la culpa, siempre debe determinar si un sospechoso realmente ha actuado descuidadamente porque no ha cumplido con un estándar. Ese estándar no suele incluirse en la descripción del delito, pero tendrá que establecerse en caso de culpa.
Aceptar la culpa, la culpa levis es insuficiente. Culpa levis significa que una persona no sabía tanto como la más reflexiva, la más conocedora y la más prudente (culpa levis: negligencia leve u ordinaria derivada de la falta de la diligencia que una persona diligente acostumbra a observar en sus propios asuntos en todas las circunstancias). Para demostrar culpa, debe haber culpa lata: uno pensaba menos, sabía menos o era menos decisivo que la gente en general (culpa lata: la ausencia del grado de cuidado que incluso personas desatentas o irreflexivas ejercerían en todas las circunstancias : negligencia grave).
Para el contenido de la culpa son importantes diversos factores psicológicos, objetivos y normativos. Los delitos culpables suelen tener una descripción abierta del delito, como el artículo 307 del Código Penal: "aquel a cuya culpa se debe la muerte de otro". Por lo tanto, se requiere una interpretación adicional del concepto de deuda según el artículo 307 del Código Penal Holandés. Debe haber, como se ha dicho, "negligencia más o menos grave". La formulación que suele utilizarse en la jurisprudencia es la de negligencia significativa culpable.
En términos generales, la culpa se basa en dos pilares:
- Se podría actuar de otra manera (evitable, ilícito)
- Había que actuar diferente (culpable)

En la jurisprudencia normalmente se supone que si hubiera que actuar de manera diferente, también se podría actuar de manera diferente, salvo que concurran circunstancias especiales que impidan que así se acepte.
La cuestión de si se debe actuar de otra manera toca la cuestión de la ilegalidad y la evitabilidad. Esta pregunta se ve principalmente de manera objetiva. La figura del criterio juega un papel importante en la cuestión de si debemos actuar de otra manera. En circunstancias normales, el criterio es la "persona que piensa normalmente". En otras palabras: "hay que actuar como se puede esperar de una persona con pensamiento normal en general". La Garantenstellung (ver más abajo) influye en el contenido de la cifra de criterios. Si alguien ocupa una determinada posición en la sociedad o forma parte de un determinado grupo profesional, se puede esperar que esa persona se comporte como deberían comportarse otras personas con la misma posición o miembros de un determinado grupo profesional. Aquí son importantes las normas profesionales, directrices, etc.
A la hora de plantearse si se debe actuar de otra manera, también es importante el bien jurídico que se ha vulnerado. En el caso de homicidio culposo (artículo 307 del Código Penal), teniendo en cuenta otros factores, habrá más indicios de 'tener que actuar de manera diferente' que en el caso de un delito culposo más leve . Tratar la vida con frivolidad suele tener más peso que tratar con frivolidad los bienes obtenidos mediante el delito (liquidación de deudas).

### Liquidación de garantía
Aquí también entra en juego el concepto de Garantenstellung . Esto significa que se aplican diferentes estándares a diferentes grados de experiencia. Un físico nuclear probablemente comprenderá mejor que un profano que una varilla metálica sospechosa contenida en los desechos domésticos de una planta de energía nuclear bien puede ser cesio radiactivo . Por lo tanto, el físico nuclear puede ser procesado antes por contaminación radiactiva por negligencia. El personal médico conoce la Garantenstellung para tratamientos potencialmente fatales y, por lo tanto, es más probable que actúe de manera culpable que el profano que se medica. Cualquiera que se defienda de un ataque y golpee demasiado fuerte, provocando la muerte de su atacante, probablemente será absuelto por ausencia de culpa (al fin y al cabo, se elimina el elemento de culpa), pero esto puede no aplicarse si el atacado es un karateka. con cinturón negro o Navy SEAL. En otras palabras: sabes más, por eso se requiere más de ti.

### La culpabilidad es evitabilidad
Un elemento crucial para establecer la culpa es la evitabilidad. Quien podría haber actuado de otra manera y no lo hizo, ha actuado de manera culpable. El comportamiento tampoco es evitable si no tuvieras que conocer ciertas consecuencias (piensa en la leche diluida) o si hicieras todo lo posible para evitar las consecuencias. Esto también significa que alguien ya es culpable si (también) se metió en esta situación inevitable. Hablamos entonces de culpa in causa (la culpa está en la causa). Cualquiera que se vuelve agresivo al tomar pastillas y luego mata a alguien no es incompetente y por lo tanto culpable, a menos que la locura sea la base para el uso de esas pastillas. Después de todo, también podría haber elegido no tomar las pastillas. Lo mismo se aplica al alcohol o las medicinas en el tráfico o al coger un cuchillo al salir. Cuando se construye la intención (condicional), incluso se puede imputar intención y, por tanto, un delito como el homicidio.

### Culpa consciente e inconsciente
Por lo tanto, la culpa es un comportamiento frívolo que uno podría no haber realizado, pero que aun así exhibió, como resultado de lo cual uno no ha cumplido con un estándar y es punible. Esto se puede hacer tanto de forma consciente como inconsciente. Por encima de la culpa consciente viene la intención condicional, después de la culpa inconsciente viene la coincidencia desafortunada (no punible).
La culpa consciente es una conducta en la que alguien previó las consecuencias de su conducta, pero pensó a la ligera que no sería tan mala.
Ejemplo : Jaap conduce con Kees como pasajero a 120 km/h por una carretera rural oscura. Kees le dice a Jaap: "¡Vamos, de lo contrario la gente morirá!" Jaap rechaza el comentario y dice: "Mira, Keessie, tengo mi licencia de conducir desde hace 20 años y sé conducir. Eso estará bien". Además, Jaap también frena cuando amenaza con surgir una situación peligrosa con un vehículo o un ciclista que se aproxima en dirección contraria. Desafortunadamente, Jaap llega demasiado tarde para alcanzar al ciclista Gijs, que resulta mortalmente atropellado. Jaap pensó que estaba evitando frívolamente la muerte de Gijs y, por tanto, es el culpable de su muerte.
La culpa inconsciente es un comportamiento en el que alguien no había previsto las consecuencias, pero podría haberlas previsto si hubiera investigado (mejor) y debería haberlas previsto. Ejemplo : Situación como en el ejemplo anterior, excepto que Jaap ahora ha tomado un tranquilizante de antemano y conduce a una velocidad que sería aceptable en circunstancias normales. Kees, que sube con él al coche, pregunta ahora: "¿Has leído las instrucciones del embalaje?". Jaap responde que sólo contiene tonterías médicas que él, como profano, no comprende. Sin embargo, este paquete decía en letras grandes: "El uso de este medicamento tiene un efecto adverso sobre la capacidad de conducir". Después de 20 minutos el producto empieza a actuar. Como resultado, Jaap reacciona demasiado tarde ante el ciclista Gijs, al que golpea mortalmente. Aquí Jaap podría haber previsto las consecuencias si se hubiera tomado la molestia de consultar las instrucciones de uso del medicamento. Por tanto, es culpable de la muerte de Gijs al incumplir su obligación de investigar.
En ambos casos no hay intención . Después de todo, no hay nada que demuestre que Jaap tuviera la muerte de Gijs como intención de su acción o que hubiera dado por sentada la posibilidad de esa muerte.

## Remedios
La culpa a veces se puede remediar mediante: el castigo (una acción común y aconsejada o requerida en muchos códigos legales y morales); el perdón (como en la justicia transformadora); la reparación (ver reparación o actos de reparación), o "la restitución.... un paso importante para encontrar la libertad de la verdadera culpa"; o por el remordimiento sincero (como en la confesión en el catolicismo o en la justicia reparadora). La culpa también puede ser remediada a través de la intelectualización o la cognición (el entendimiento de que la fuente de los sentimientos de culpa era ilógica o irrelevante). Ayudar a otras personas también puede ayudar a aliviar los sentimientos de culpa: "así que la gente culpable es a menudo gente servicial .... ayudar, como recibir una recompensa externa, parecía hacer que la gente se sintiera mejor". También están los llamados "Don Juans del logro... que pagan las cuotas debidas a su superego no por el sufrimiento sino por los logros....". Puesto que ningún logro logra realmente deshacer la culpa inconsciente, estas personas se ven obligadas a correr de un logro a otro".
La ley no suele aceptar el autocastigo del agente, pero algunos códigos antiguos sí lo hacían: en Atenas, los acusados podían proponer su propio remedio, que, de hecho, podía ser una recompensa, mientras que el acusador proponía otro, y el jurado elegía algo intermedio. Esto obligó al acusado a apostar efectivamente por su apoyo en la comunidad, como hizo Sócrates cuando propuso "alojamiento y comida en el ayuntamiento" como su destino. Perdió y bebió cicuta, un veneno, como le aconsejó su acusador.